# Amphiophiura abcisa
Amphiophiura abcisa är en ormstjärneart som först beskrevs av Christian Frederik Lütken och Ole Theodor Jensen Mortensen 1899.  Amphiophiura abcisa ingår i släktet Amphiophiura och familjen fransormstjärnor. Inga underarter finns listade i Catalogue of Life.